# Апиа
А́пиа (англ. и самоан. Apia) — столица, единственный город и порт Независимого государства Самоа.

## История
Апиа — первое поселение, которое было основано европейцами, а именно английскими миссионерами, на островах Самоа. Произошло это в 1837 году. В 1900 году весь архипелаг был поделён между США и Германией, при этом контроль над Западным Самоа перешёл к Германии. В этом же году Апиа был захвачен немцами. В 1914 году в городе высадились войска Новой Зеландии и вскоре Апиа стал административным центром новозеландской подмандатной территории Западное Самоа. 1 января 1962 года Западное Самоа стало первым независимым государством Океании, а Апиа — его столицей. С июля 1997 года страна получила новое название — Независимое государство Самоа.
В 2009 в Апиа, так же как и по всему Самоа, было введено летнее время.

## Природные условия
Город расположен на северном гористом побережье острова Уполу. Климат в этой местности — тропический морской, достаточно жаркий и влажный, с частыми ураганными ветрами. Температура в течение года колеблется от +24 до +27 градусов Цельсия. Осадков выпадает, в среднем, 3000 мм в год.
Флора Апиа достаточно богата и включает в себя более 600 видов растений.
| Показатель                    | Янв. | Фев. | Март | Апр. | Май | Июнь | Июль | Авг. | Сен. | Окт. | Нояб. | Дек. | Год  |
| ----------------------------- | ---- | ---- | ---- | ---- | --- | ---- | ---- | ---- | ---- | ---- | ----- | ---- | ---- |
| Абсолютный максимум, °C       | 32   | 33   | 32   | 32   | 32  | 32   | 32   | 32   | 32   | 33   | 33    | 32   | 33   |
| Средний суточный максимум, °C | 30   | 29   | 30   | 30   | 29  | 29   | 29   | 28   | 28   | 29   | 30    | 29   | 29   |
| Средняя температура, °C       | 26   | 26   | 26   | 26   | 26  | 26   | 26   | 25   | 25   | 26   | 26    | 26   | 26   |
| Средний суточный минимум, °C  | 23   | 24   | 23   | 23   | 23  | 23   | 23   | 23   | 23   | 23   | 23    | 23   | 23   |
| Абсолютный минимум, °C        | 20   | 21   | 21   | 20   | 19  | 19   | 17   | 18   | 18   | 18   | 20    | 21   | 17   |
| Норма осадков, мм             | 450  | 380  | 350  | 250  | 160 | 120  | 80   | 80   | 130  | 170  | 260   | 370  | 2850 |
| Источник: Weatherbase         |      |      |      |      |     |      |      |      |      |      |       |      |      |

## Население, язык, вероисповедание
Численность жителей Апиа на 2006 год оставила 37 708 человек. В городе проживают главным образом самоанцы (93 %), меньшинство составляют европейцы и лица европейско-полинезийского происхождения. Официальных языков два: самоанский и английский. Верующие в основном протестанты (около 50 %) и католики (45 %).

## Достопримечательности
Самая большая католическая церковь Апиа была построена в прибрежном районе города. Немного уступают ей по размерам англиканская церковь с прекрасными витражами и христианская церковь конгрегационалистов, где покоятся мощи преподобного Джона Вильямса — одного из первых миссионеров, приехавших на остров. В центре самоанской столицы, застроенном одноэтажными и двухэтажными домами европейского типа, возвышается башня с часами — мемориал жертвам Второй мировой войны. Интерес представляет предместье столицы — Валлиму (4 км по Бич Роуд — центральной улице), где находятся усадьба и могила знаменитого английского писателя Р. Л. Стивенсона, автора известного романа «Остров сокровищ», которого островитяне уважительно звали туситала (рассказчик). На надгробной плите выбиты две строчки из любимой элегии великого писателя: «Дом моряка — в море, и охотника дом — в холмах». В городе расположен Национальный университет Самоа.

## Города-побратимы
- Комптон, США